# Exetastes majevskajae
Exetastes majevskajae är en stekelart som beskrevs av Kuslitzky 2007. Exetastes majevskajae ingår i släktet Exetastes och familjen brokparasitsteklar. Inga underarter finns listade i Catalogue of Life.